# Marsha Thomason
Marsha Lisa Thomason (Lancaster, 19 de janeiro de 1976) é uma atriz inglesa. 
Participou na série de televisão estadunidense Las Vegas. Também é conhecida por interpretar Naomi Dorrit na famosa série Lost. Interpreta a Agente Federal Diana Berrigan, no seriado White Collar. em 2003 interpreta Sara Evers no filme Mansão Mal-Assombrada com Eddie Murphy,  em 2005 interpreta tambem Azra Tara em Mergulho Radical 2: Os Recifes. e a princesa Victoria, no filme Black Knight (2001). Interpretou a Dr.ª Isabel Barnes na série de televisão The Good Doctor.(2017-2018)